# Venkman
Venkman是网景和Mozilla的JavaScript调试工具，从Mozilla Application Suite分离出来后，主要以扩展形式存在，化名JavaScript Debugger。该扩展兼容于Mozilla Firefox、Mozilla Thunderbird且是SeaMonkey的默认组件，也有用于Nvu及其后续计划的版本。
Venkman的目标是为共享Mozilla平台的浏览器提供一个JavaScript调试环境，其它不兼容XUL的Gecko项目，如K-Meleon、Galeon和Netscape Browser不受支持。
项目的名称源于捉鬼敢死队中由比爾·莫瑞饰演的角色Dr. Peter Venkman。